# هدایت بالستیک در نانو لوله های دسته صندلی
هدایت بالستیک در نانو لوله های کربنی
نانو لوله های دسته صندلی تک جداره (armchair nanotubes) در واقع رساناهایی یک بعدی هستند که فقط دارای دو کانال رسانش باز هستند.
با افزایش طول نانو لوله ها، الکترون های رسانش انها شروع به مووضعی شدن می کنند، که این موضعی شدن به دلیل بی نظمی و اشفتگی به جا مانده از برهمکنش های بین لوله و محیط اطرفش است.
برخلاف سیم های فلزی معمولی، الکترون های رسانش در نانو لوله های دسته صندلی میانگین بی نظمی و اشفتگی موثری را در پیرامون لوله تجربه می کنند. که این موضوع باعث افزایش میانگین مسیرهای آزاد الکترون در طول قطر لوله می شود. این افزایش ، خواص استثنائی انتقال بالستیک را نتیجه می شود.
برای سیم های با Ncکانال های رسانش باز ξ اینطور تعریف می شود : ξ= Nc*L   به طوری که L  میانگین مسیر آزاد الاستیک برای پراکندگی اتم به سمت عقب است .به طوریکه برای سیم ها Nc >>1 است. تحرک های الکترون ها در مقیاس ξ تا حد زیادی پراکنده است. اما برای ساختار هایی با بی نظمی کمتر ، قطر کوچک نانو لوله های دسته صندلی که دارای Nc=2 است این تحرک ها به طور زیادی بالستیک است. همچنین آنالیز های موجود نشان می‌دهد، که هرگونه انتقال کوانتومی در نانو لوله ها بالستیک است.

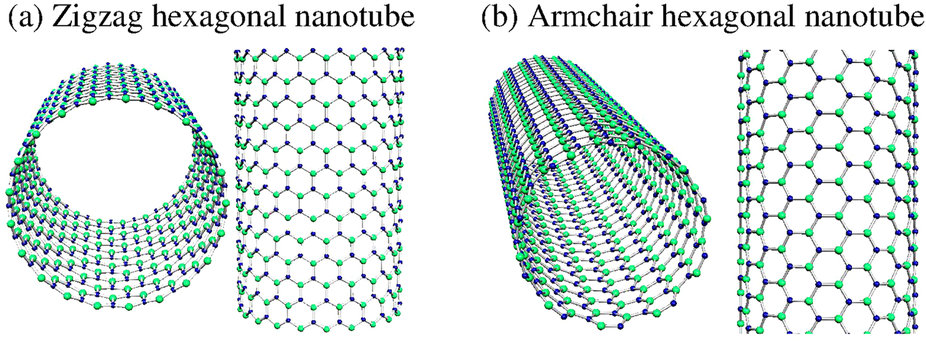
نانو لوله های دسته صندلی و زیگزاگی

## هدایت بالستیک
به پدیده ای در فیزیک که در آن الکترون ها با سرعت بالا در یک محیط (مانند یک نیمه هادی) بدون پراکندگی از موانع (مانند اتم ها یا الکترون های دیگر) حرکت می کنند. حمل و نقل بالستیک می گویند.

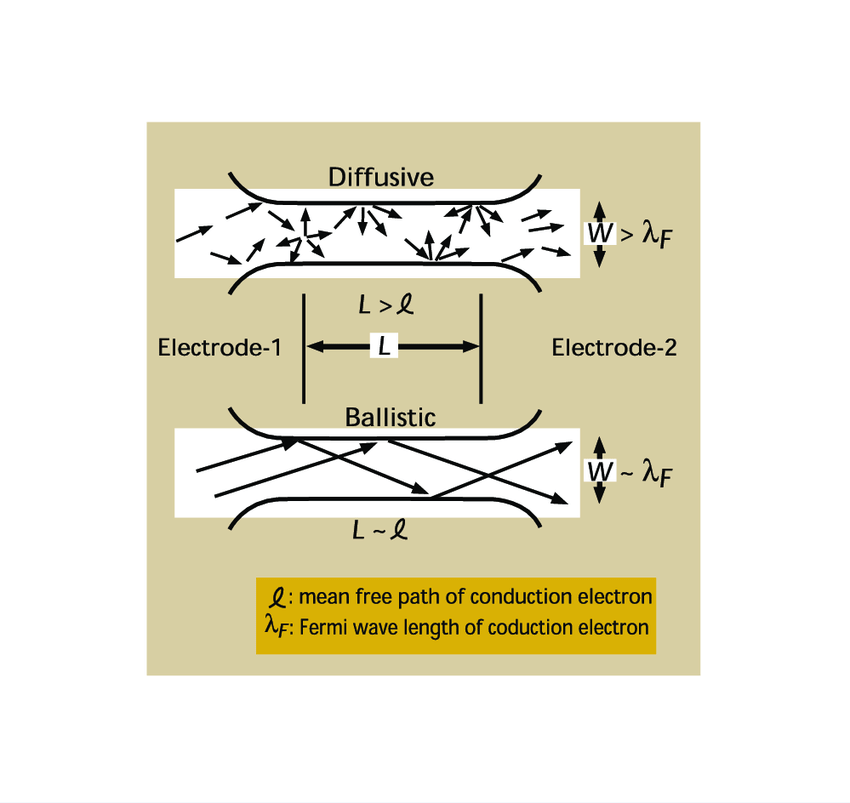
اثر نفوذ در نانولوله طلا

1. ↑  Poncharal, Philippe; Berger, Claire; Yi, Yan; Wang, Z. L.; de Heer, Walt A. (2002-11-01). "Room Temperature Ballistic Conduction in Carbon Nanotubes". The Journal of Physical Chemistry B (به انگلیسی). 106 (47): 12104–12118. doi:10.1021/jp021271u. ISSN 1520-6106.
2. ↑  White, C. T.; Todorov, T. N. (1998-05). "Carbon nanotubes as long ballistic conductors". Nature (به انگلیسی). 393 (6682): 240–242. doi:10.1038/30420. ISSN 1476-4687. {{cite journal}}: Check date values in: |date= (help)
3. ↑  Savin, Alexander V.; Hu, Bambi; Kivshar, Yuri S. (2009-11-30). "Thermal conductivity of single-walled carbon nanotubes". Physical Review B. 80 (19): 195423. doi:10.1103/PhysRevB.80.195423.